# 동암항 (통영시)
동암항은 경상남도 통영시 용남면 동달리에 위치한 어항이다. 2003년 1월 14일 어촌정주어항으로 지정하여 관리하고 있다. 관리청은 통영시장이다.

## 연혁
- 통영시 북동측에 위치한 동암항은 동달리와 화삼리가 경계를 이루고 있으며, 동달리는 일제 강점기인 1914년 전래의 동암동과 달포동, 무전리 일부지역을 통합하면서 동암동의 '동(東)' 자와 달포동의 '달(達)' 자를 합쳐서 동달리로 칭하게 되었다.
- 동암항은 어선세력이 양호하고 고속도로에 인접하고 있어 주변 유통 여건이 좋아 1999년 1월 1일 국가어항으로 지정되었고 2000년 기본시설에 대한 계획을 수립하였고, 2002년 환경부의 사업재검토 요구에 따라 환경영향평가를 협의했다.
- 2007년 9월 12일 동암항의 국가어항 지정이 해제되었다.[1]
- 현재는 어촌정주어항으로 관리되고 있다.

## 어항 구역
2003년 1월 14일 본 항의 어항구역을 고시하였다.

## 어항 시설
- 물양장 1개소, 선착장 2개소

## 주요 어종
- 굴